# Funes (Spagna)
Funes è un comune spagnolo di 2 336 abitanti situato nella comunità autonoma della Navarra.